# Herb obwodu kirowohradzkiego

Herb obwodu kirowohradzkiego

Herb obwodu kirowohradzkiego przedstawia w czerwonym polu tarczy złotego orła stepowego. Został przyjęty 29 lipca 1998 roku. Godło herbu wzorowane jest na scytyjskim  znalezisku archeologicznym z kurhanu Mielgunowskiego na terenie obwodu.